# 6042 Чеширкет
6042 Чеширкет (лат. Cheshirecat) — астероїд, що належить до групи астероїдів, які перетинають орбіту Марса. Відкрили 23 листопада 1990 року японські астрономи A. Наторі та Т. Урата в обсерваторії Якіїмо і назвали на честь Чеширського кота, персонажа книги Льюїса Керролла «Аліса у Дивокраї».

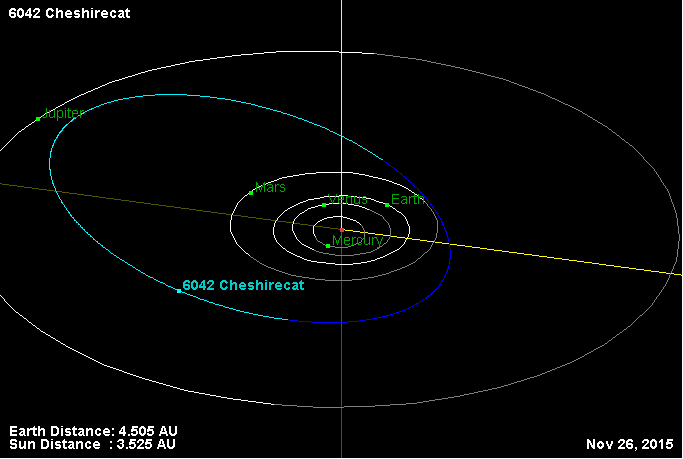
Орбіта астероїда Чеширкет та його положення в Сонячній системі